# Friedrich von Palm

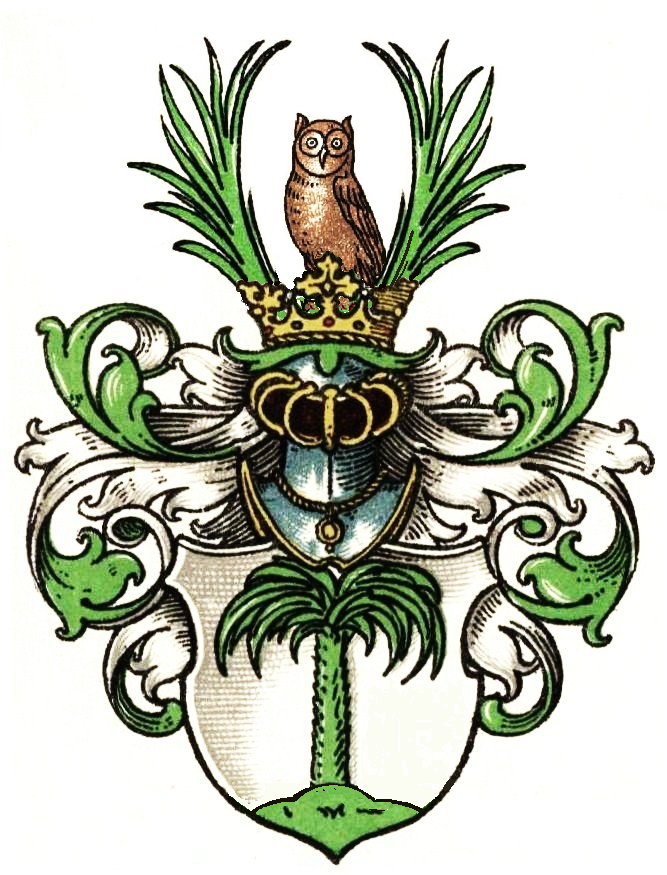
Stammwappen der Palm

Friedrich Karl Rudolf von Palm (* 6. März 1859 in Stuttgart; † 6. August 1911 in Riga) war ein deutsch-baltischer Angehöriger der Öselschen Ritterschaft und Pächter der Domäne Masik.

## Leben und Herkunft
Friedrich von Palm wurde als württembergischer Leutnant aus dem Militärdienst verabschiedet. Aus dem Adelsgeschlecht von Palm stammend siedelte sich Friedrich Freiherr von Palm, auf der estländischen Insel Ösel an. Er wurde am 28. März 1907 (unter der Matrikelnummer 111), auf dem außerordentlichen Landtag in die öselsche Adelsmatrikel der Öselschen Ritterschaft aufgenommen. Friedrich Vorfahren waren bereits am 3. Februar 1711 in den Reichsritterstand mit dem Adelsprädikat „Edler von“ aufgenommen und erhielten am 7. August 1735 das Reichsfreiherrndiplom.
Sein Vater war Julius Karl Jonathan Ernst von Palm (* 1820 in Esslingen, † 1891 in Messbach), er war mit Elisabeth einer geborenen van der Hoeven (1825–1905) verheiratet. Friedrich heiratete Adelheid Henriette Helene Freiin von Stackelberg (* 1871), sie hatten keine Nachkommen.

## Stammlinie (Vorfahren)
- Johann Heinrich Palm (1632–1684 in Esslingen), Stadtpfleger der Reichsstadt Esslingen
  - Jonathan von Palm (* 1671; † 1740 in Esslingen), seit 1711 Reichsritter, seit 1735 Reichsfreiherr begründeten.
    - Jonathan Baptist von Palm (* 1713 in Wien, † 1791 in Esslingen), herzoglich württembergische Land-Oberjäger[1]
      - Karl Jonathan von Palm (* 1742 in Neuenstadt am Kocher, † 1828 in Dresden), herzoglich sachsisch-meininger Geheimrat
        - Friedrich August Christian von Palm (* 1787 in Meiningen, † 1862 in Meßbach), Majoratsherr auf Hohenkreuz, königlich württembergischer Kammerherr und Oberforstmeister ⚭ Juliane Feiin von Ellrichshausen (1799–1852)
          - Julius Karl Jonathan Ernst von Palm (* 1820 in Esslingen, † 1891 in Meßbach), Seniorats-Fideikommissherr, Herr auf Meßbach, württembergischer Kammerherr und Ehrenritter des Johanniterordens  ⚭ Elisabeth von Palm, eine geborene van der Hoeven (1825–1905)